# Guanyintempel van Pak Sha Wan
De Guanyintempel van Pak Sha Wan is een taoïstische tempel gewijd aan de bodhisattva Guanyin. De tempel ligt in Pak Sha Wan, Sai Kung, Oost-New Territories, Hongkong. Het is de grootste Guanyintempel in het oosten van de New Territories. De tempel wordt door de plaatselijke bevolking beheerd en bevat een bronzen klok die in 1919 werd gemaakt.
Op de 19e dag van de zesde maand in de Chinese kalender wordt de herinneringsdag dat Guanyin non werd groots gevierd door de inwoners van de omgeving. Op een bamboe-podium wordt dan een religieuze Kantonese opera uitgevoerd.